# Operacja Market Garden

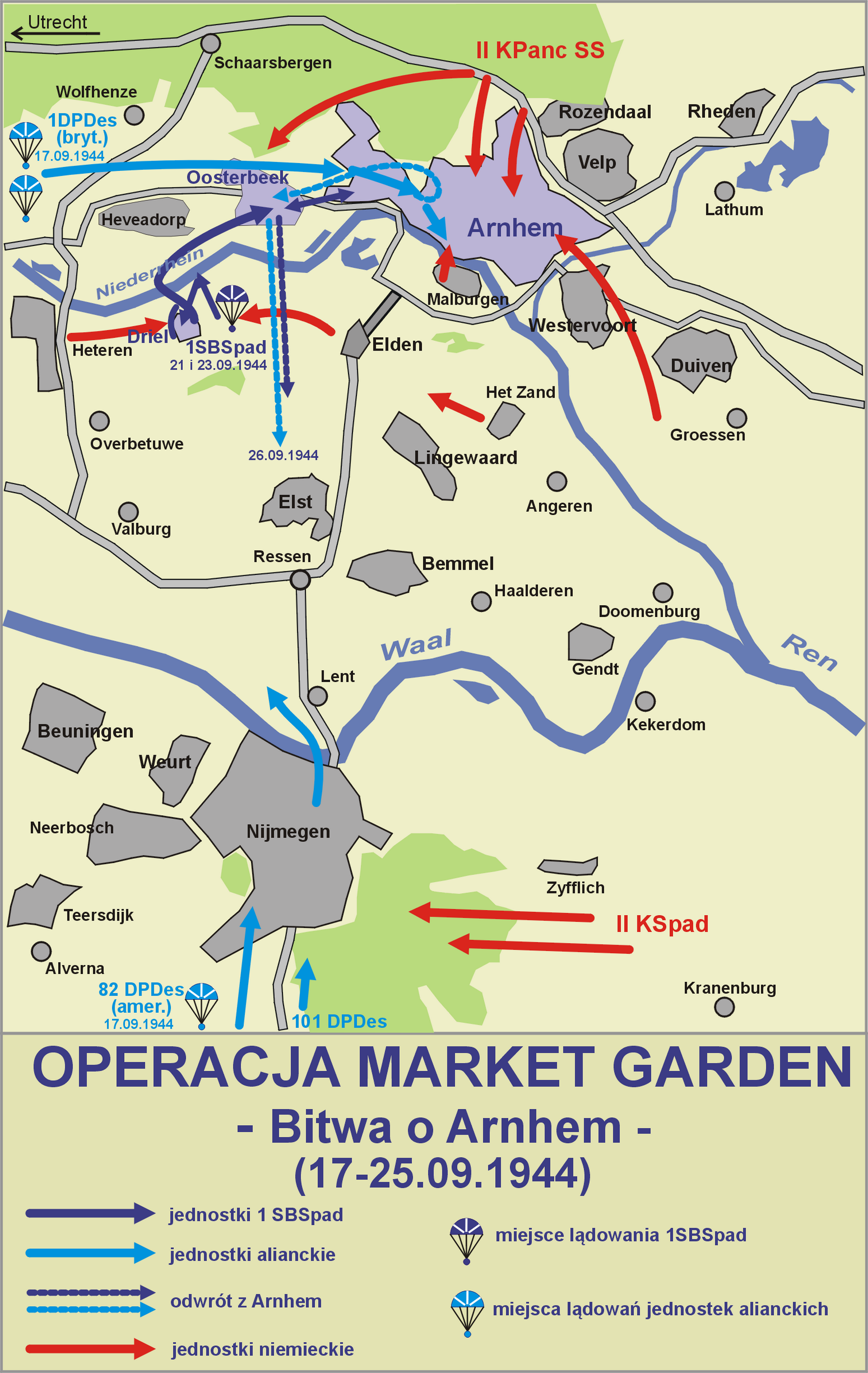
Schemat bitwy o Arnhem

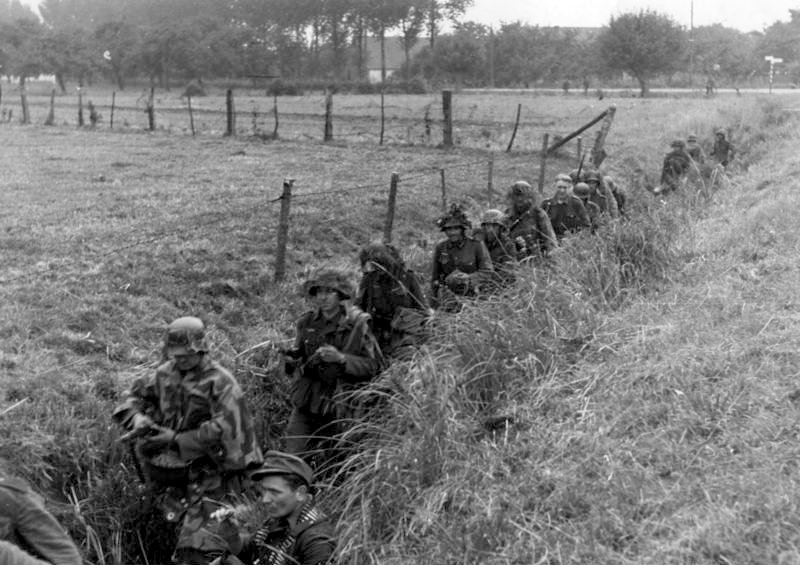
Zakamuflowana niemiecka piechota pod Arnhem

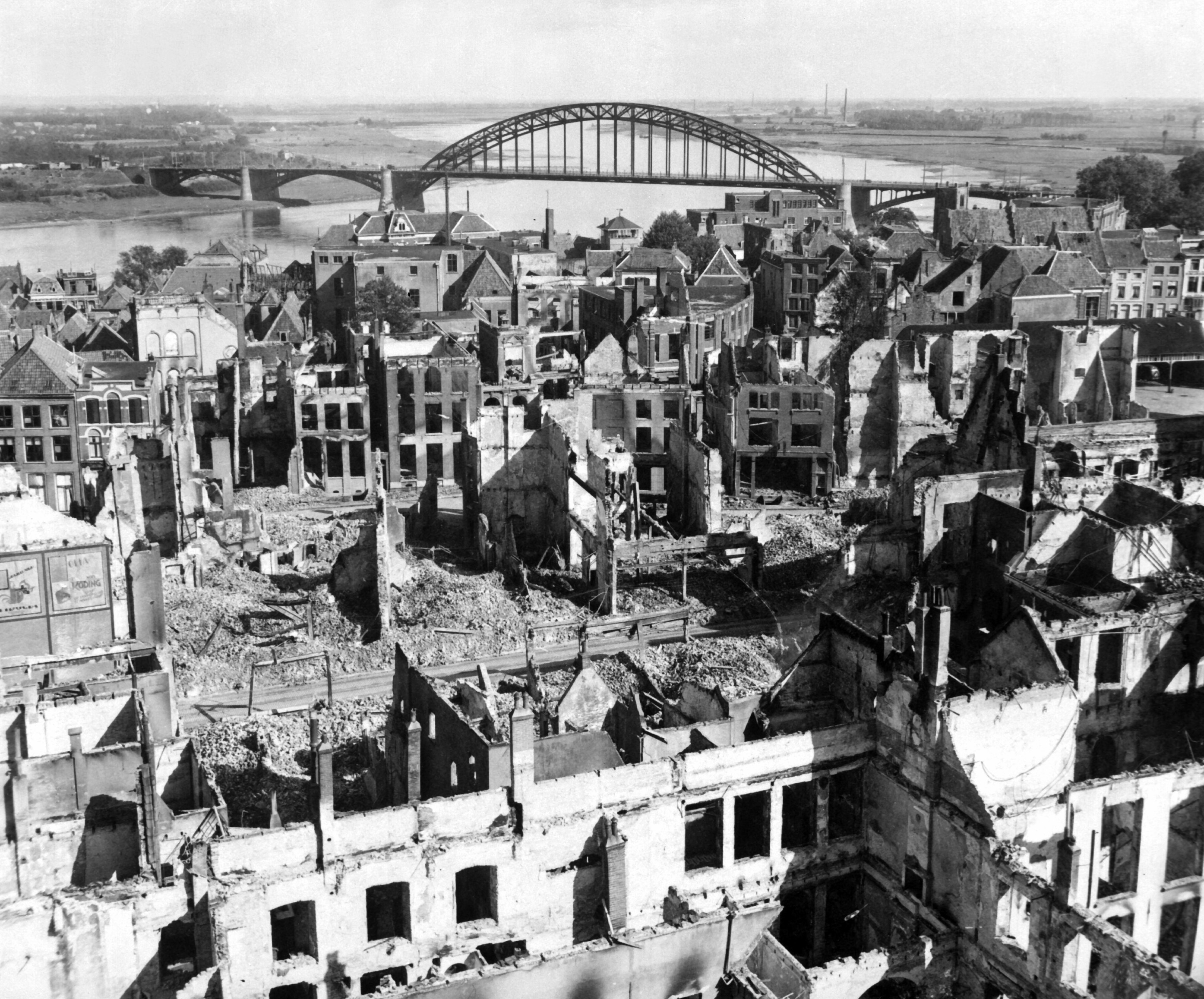
Ruiny Nijmegen po bitwie, dnia 28 września 1944

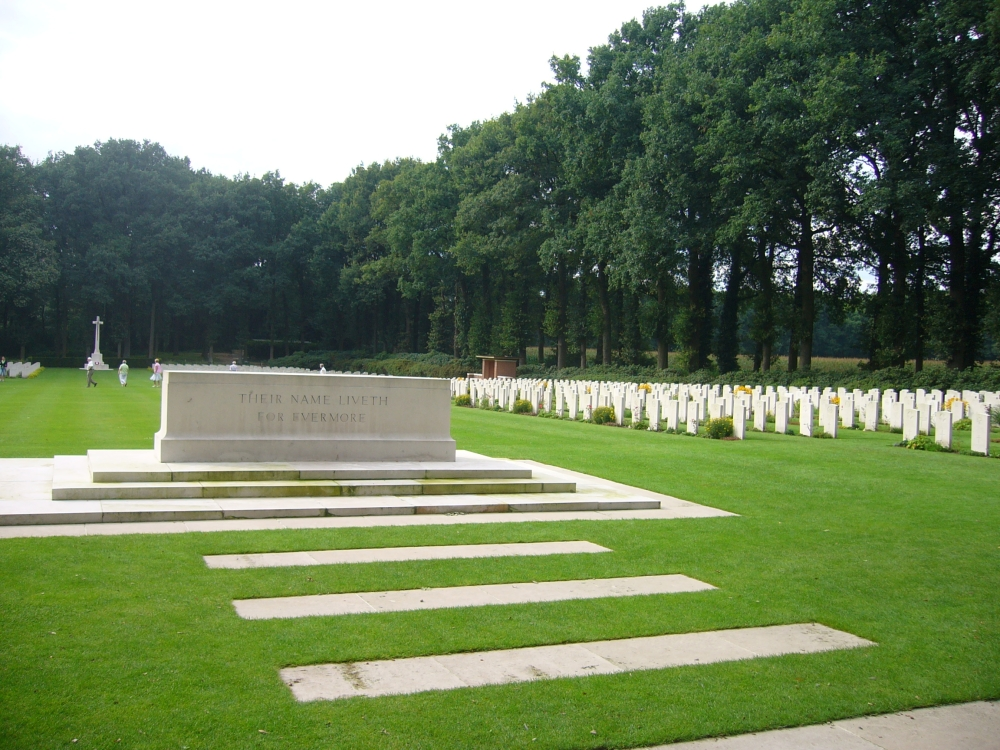
Cmentarz Wojenny w Arnhem-Oosterbeek, na którym spoczywają żołnierze brytyjscy, kanadyjscy i polscy

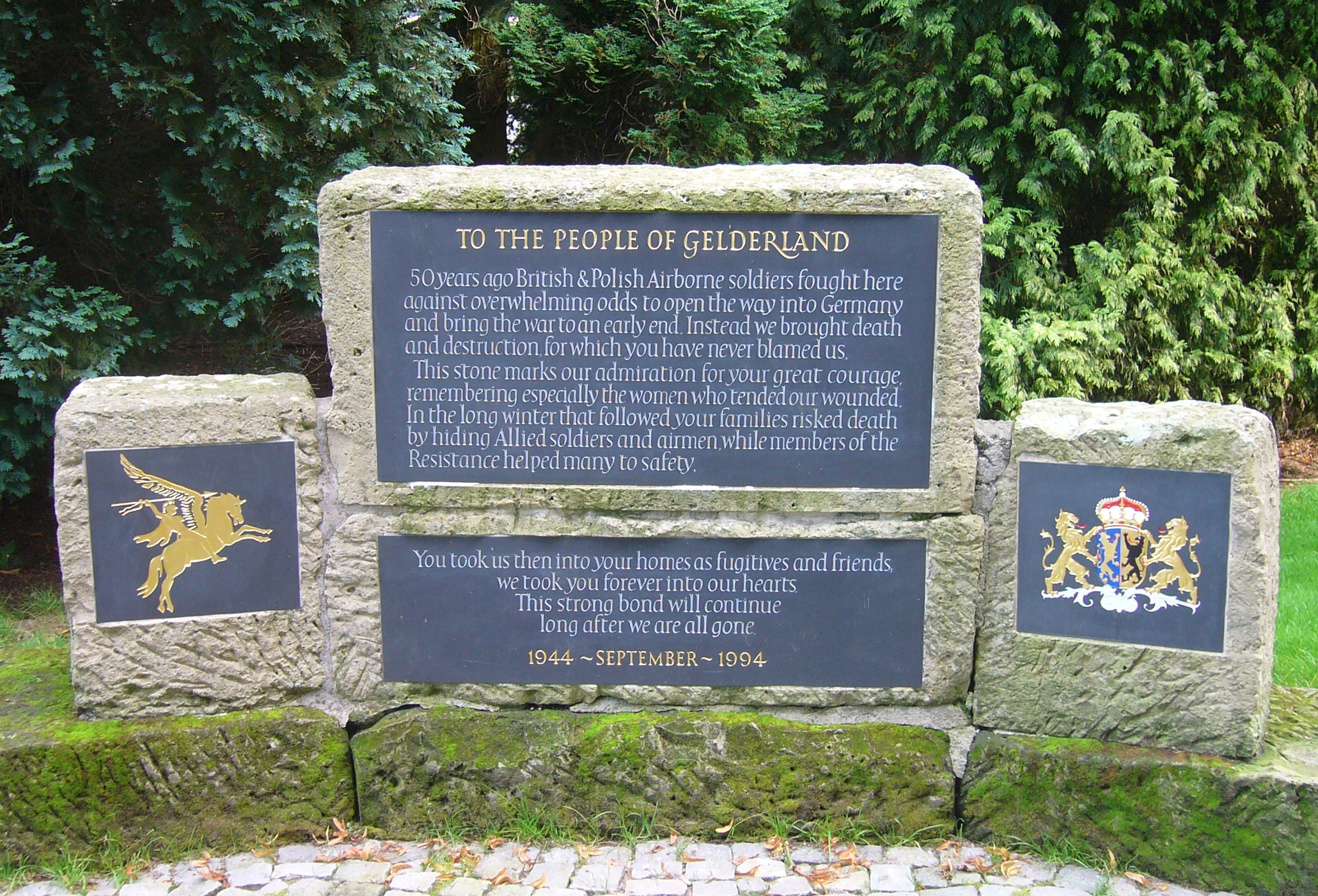
Tablica upamiętniająca holenderski wkład w operację Market-Garden

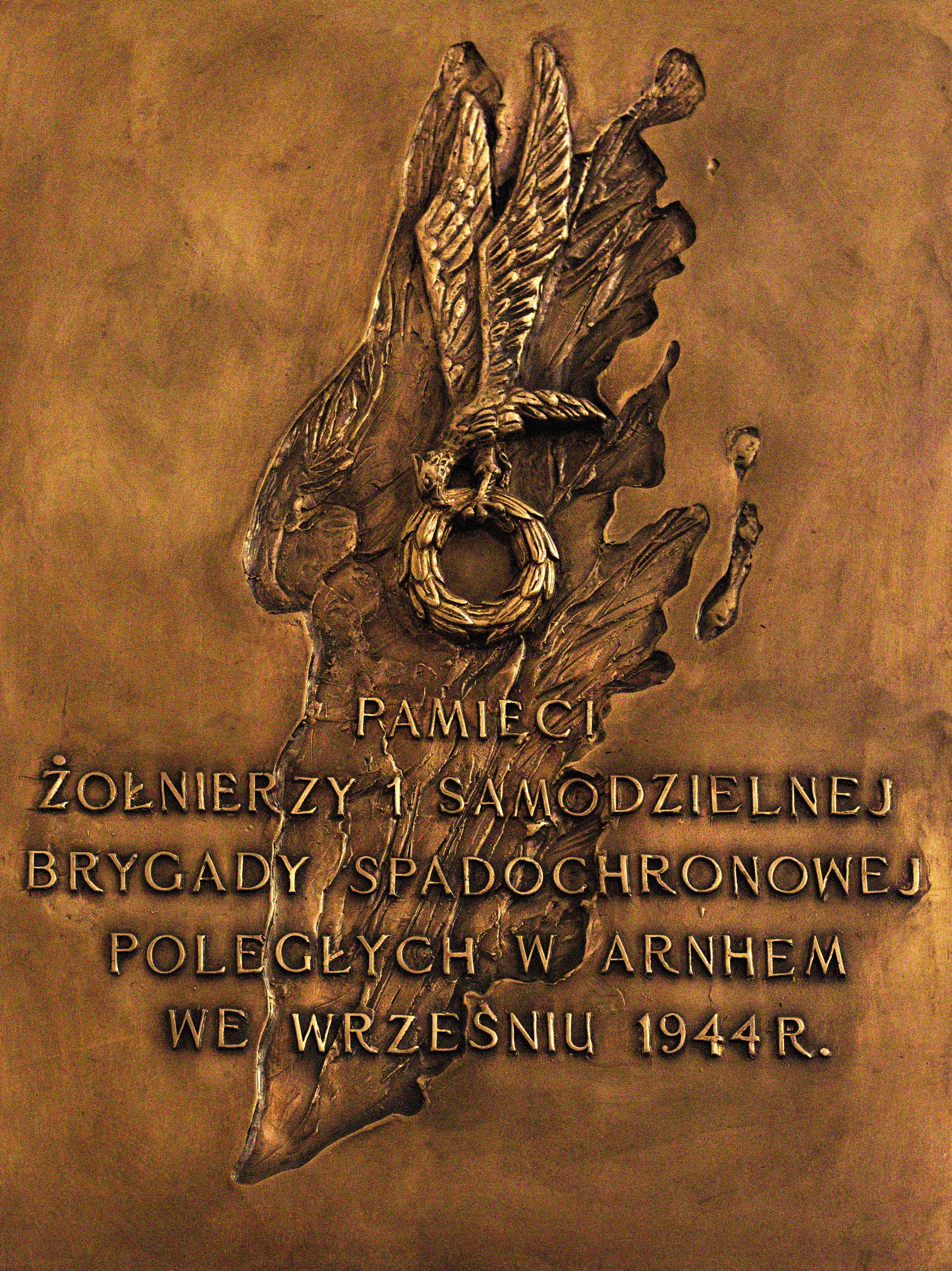
Tablica poświęcona żołnierzom 1 Samodzielnej Brygady Spadochronowej poległym w bitwie pod Arnhem w kościele św. Agnieszki w Krakowie

Operacja Market Garden – największa operacja wojskowa z udziałem wojsk powietrznodesantowych, przeprowadzona przez aliantów we wrześniu 1944 roku na terytorium okupowanej Holandii.
Operacja ta miała na celu rozdzielenie wojsk niemieckich i obejście od północy niemieckich umocnień obronnych zwanych linią Zygfryda, co miało umożliwić wejście do Zagłębia Ruhry i tym samym przyspieszyć koniec wojny. Kluczowym zagadnieniem było uchwycenie mostów na Renie i innych rzekach zanim Niemcy zdążą je zniszczyć.
Operacja zaplanowana została przez marszałka Montgomery’ego, który stojąc na czele 21 Grupy Armii, prowadził wyścig z dowódcą amerykańskiej 3 Armii generałem George’em Pattonem o to, kto pierwszy dotrze do terenów przemysłowych III Rzeszy. Montgomery przekonał do tej operacji generała Dwighta Eisenhowera mimo wielkiego ryzyka jej przeprowadzenia.
Aliantom udało się przejąć kontrolę nad pierwszymi mostami, ale ostatecznym rezultatem operacji była całkowita porażka, ponieważ nie zdobyto ostatniego mostu w Arnhem. Niemiecka kontrofensywa unicestwiła brytyjską I Dywizję Powietrznodesantową i spowodowała większe straty od tych, które alianci ponieśli podczas lądowania w Normandii. Ich klęska uważana jest za ostatnie zwycięstwo operacyjne III Rzeszy.

## Plany
Pierwszym etapem operacji Market Garden było opanowanie mostów na planowanej drodze natarcia brytyjskiej 2 Armii generała Milesa Dempseya w kierunku Arnhem.
Zdobycie mostów powierzono amerykańskim, brytyjskim i polskim wojskom powietrznodesantowym, tworzącym 1 Aliancką Armię Powietrznodesantową, stacjonującą w Wielkiej Brytanii. Miały one wylądować niedaleko mostów, zdobyć je w stanie niezniszczonym przez wykorzystanie zaskoczenia i bronić ich przez 48 godzin, czekając na dotarcie głównych sił lądowych.

## Przebieg
Operacja, która rozpoczęła się 17 września 1944 r., okazała się zbyt ambitna. Brak dostatecznej liczby samolotów transportowych spowodował rozłożenie desantu powietrznego na trzy etapy (w odstępach 24-godzinnych), co znacznie zmniejszyło efekt zaskoczenia przeciwnika. Dodatkowo  załamanie pogody 18 września wprowadziło dalsze opóźnienia i przesunięcie w czasie desantów kolejnych grup żołnierzy.
Od pierwszych chwil spadochroniarze napotkali zdecydowany opór. Walcząca w rejonie Eindhoven amerykańska 101 Dywizja Powietrznodesantowa nie zdołała zapobiec zniszczeniu mostu na Kanale Wilhelminy w Son (alternatywna przeprawa w pobliskim Best również została przez Niemców wysadzona). Nie powiódł się także atak amerykańskiej 82 Dywizji Powietrznodesantowej na Nijmegen, a tym samym most na rzece Waal pozostał w rękach Niemców. Zrzucona w rejonie Renkum (10 km na zachód od Arnhem) brytyjska 1 Dywizja Powietrznodesantowa (zwana Red Devils – „Czerwone Diabły”) miała zająć most drogowy na Dolnym Renie. Po kilkugodzinnym marszu do celu dotarł jedynie 2 batalion pułkownika Johna Frosta zajmując północny kraniec przeprawy. Pozostałe 2 bataliony 1 Brygady Spadochronowej utknęły w walkach ulicznych z zaskakująco licznymi jednostkami niemieckimi. Brytyjski XXX Korpus generała Briana Horrocksa pierwszego dnia dotarł jedynie do Eindhoven, przełamując niemieckie linie obrony w rejonie Neerpelt.
Następnego dnia miał miejsce II rzut desantu powietrznego (w tym polskiego Dywizjonu Przeciwpancernego pod Arnhem). Walki uliczne w samym Arnhem przybrały na sile, lecz zarówno Brytyjczycy, jak i Niemcy nie odnieśli znaczących sukcesów. Broniący północnego krańca mostu 2 batalion zdołał wprawdzie rozbić nacierający od strony Nijmegen niemiecki oddział pancerny, lecz pozostałe pododdziały powietrznodesantowe naciskane przez jednostki II Korpusu Pancernego SS bezskutecznie usiłowały dotrzeć do mostu. Podobna sytuacja panowała w Nijmegen bronionym przez Niemców, którym nie mogli zagrozić lekko uzbrojeni spadochroniarze 82 Dywizji Powietrznodesantowej. Natarcie XXX Korpusu utknęło tymczasem w Son, gdzie dopiero późną nocą zbudowano w miejsce zniszczonego przez Niemców nowy most pontonowy.
19 września z powodu złej pogody nie doszedł do skutku planowany desant polskiej Samodzielnej Brygady Spadochronowej pod Arnhem. Sytuacja w samym mieście nadal była niejasna. Kolejne przybywające jednostki brytyjskie uwikłane zostały w starcia uliczne bez nadziei na powodzenie, tymczasem broniący mostu 2 batalion skutecznie paraliżował niemieckie próby oczyszczenia przeprawy (i wzmocnienia tą drogą obrony Nijmegen). Brytyjski XXX Korpus wyruszył wczesnym rankiem z Son i w ciągu kilku godzin dotarł szybkim marszem do Nijmegen. Tu jednak przyszło mu dopiero walczyć o zdobycie przeprawy na rzece Waal. Pojawiła się także plotka, którą później uznano za dezinformację, jakoby Niemcy zastosowali specjalny system min wodnych, które miały być sterowane radiowo, co mogło dodatkowo opóźnić przeprawę aliancką. W rzeczywistości system ten nie funkcjonował w pełni sprawnie, ale jego obecność podniosła poziom stresu wśród dowódców operacji.
20 września gęsta mgła znów nie pozwoliła na desant polskiej jednostki spadochronowej. Natomiast w Arnhem dowódca brytyjskiej 1 Dywizji Powietrznodesantowej zdecydował się na odwrót z miasta. Zdziesiątkowane oddziały brytyjskie wycofane zostały do Oosterbeek, gdzie w obronie okrężnej miały doczekać odsieczy XXX Korpusu. Pozostający nadal w rejonie północnego krańca mostu 2 batalion spadochronowy został wystawiony na ostrzał wprowadzonych do walki czołgów niemieckich (w tym typów „Panther” i „Tiger”), które systematycznie niszczyły domy zajmowane jeszcze przez Brytyjczyków. Dodatkowo byli ciągle obsypywani gradem pocisków artyleryjskich i moździerzy. Tymczasem w Nijmegen amerykańska 82 Dywizja Powietrznodesantowa wspomagana przez brytyjską Dywizję Pancerną Gwardii sforsowała rzekę Waal i w zaskakującym ataku zajęła nieuszkodzony most. Dalsze natarcie brytyjskie utknęło jednak zaraz za Nijmegen. Brytyjskie czołgi poruszające się po drodze biegnącej wysoką groblą, pozbawione wsparcia piechoty, były bezbronne wobec niemieckich dział przeciwpancernych, paraliżujących wszelkie ruchy brytyjskie.
21 września doszło wreszcie do desantu polskiej Samodzielnej Brygady Spadochronowej, lecz tuż przed startem zmieniona została strefa zrzutu. Polacy desantowani zostali na zachodnim brzegu Renu w rejonie Driel z zadaniem wsparcia broniących się rozpaczliwie po drugiej stronie rzeki Brytyjczyków. W tym samym czasie ostatecznie zdławiony został opór 2 batalionu brytyjskiego na moście w Arnhem. Pozostali przy życiu obrońcy pod dowództwem rannego płk. Frosta zostali wzięci do niewoli.
Dalsze dni nie przyniosły poprawy sytuacji 1 Dywizji Powietrznodesantowej, której resztki broniły się w Oosterbeek. XXX Korpus brytyjski definitywnie utknął na 25 km przed Arnhem bez szans na wznowienie natarcia. 1 Samodzielna Brygada Spadochronowa za cenę dużych strat zdołała przeprawić przez Ren jedynie 300 żołnierzy, którzy wzmocnili obronę brytyjską w Oosterbeek (sądzono, że prom, który miał umożliwić przeprawę przez rzekę, został zniszczony, zanim wylądowali Polacy (jednak nieuszkodzony prom znaleźli Holendrzy, ale milę od przystani przy moście kolejowym i było wówczas już za późno na jego użycie). Dodatkowo kontratakujący na skrzydłach Niemcy zdołali przerwać pozycję amerykańskich spadochroniarzy, osłaniających korytarz sił lądowych, dezorganizując tyły XXX Korpusu.
Brak możliwości utrzymania i rozszerzenia przyczółka brytyjskiego na wschodnim brzegu Renu, gdzie Niemcy sukcesywnie niszczyli rozpaczliwie broniących się spadochroniarzy brytyjskich, sprawił, że marszałek Montgomery podjął 25 września decyzję o wycofaniu brytyjskiej 1 Dywizji Powietrznodesantowej na zachodni brzeg. Odwrót pod kryptonimem operacja „Berlin” przeprowadzono w nocy 25 na 26 września, kończąc tym samym dziewięciodniowe walki. Odwrót Brytyjczyków z Oosterbeek, polegający na ponownej przeprawie przez Ren, osłaniali żołnierze polscy, którzy jedynie w niewielkiej liczbie mogli się ewakuować (nie było dla nich miejsca w łodziach przeprawowych) i w większości dostali się do niewoli niemieckiej. 

## Straty
Elitarna brytyjska 1 Dywizja Powietrznodesantowa, która walczyła pod Arnhem, została okrążona przez Niemców i doszczętnie zniszczona. Z 10 005 spadochroniarzy tej brytyjskiej dywizji stracono 7578; ocalało jedynie 2827. Zginęło 1300 żołnierzy, a ponad 6 tys. dostało się do niewoli lub zostało rannych. Polska 1 Samodzielna Brygada Spadochronowa straciła 342 ludzi (w tym 93 poległych).
Amerykańskie jednostki spadochronowe biorące udział w operacji „Market Garden”, licząc zabitych, rannych i w niewoli, straciły 5847 żołnierzy.
Straty wśród wszystkich desantowanych jednostek były olbrzymie. Wyniosły one blisko 12 tys. spadochroniarzy z całkowitej liczby 35 tys. desantowanych żołnierzy.
Ogółem w całej operacji „Market Garden” (desantowo-lądowej) zginęło, zaginęło lub zostało ciężko rannych blisko 17 tys. żołnierzy alianckich (minimum 13 226 Brytyjczyków i 3974 Amerykanów). Straty niemieckie szacuje się na od 3300 do 13 300 żołnierzy. Holendrzy stracili ok. 500 ludzi.

## Jednostki aliantów biorące udział w operacji
Rzut powietrznodesantowy
- brytyjska 1 Dywizja Powietrznodesantowa generała majora Roberta Urquharta
- amerykańska 82 Dywizja Powietrznodesantowa generała majora Jamesa Gavina
- amerykańska 101 Dywizja Powietrznodesantowa generała majora Maxwella Taylora
- polska 1 Samodzielna Brygada Spadochronowa generała brygady Stanisława Sosabowskiego

Rzut lądowy
- brytyjski XXX Korpus generała porucznika Briana Horrocksa

## Upamiętnienie
Walki żołnierza polskiego pod Arnhem zostały upamiętnione na Grobie Nieznanego Żołnierza w Warszawie napisem na jednej z tablic po 1945 i po 1990: „ARNHEM 18 – 25 IX 1944”.
25 września 1989 Poczta Polska wydała znaczek dla uczczenia 45. rocznicy desantu pod Arnhem z podobizną gen. Stanisława Sosabowskiego, o nominale 210 zł, według projektu Henryka Chylińskiego.
3 października 2013 podczas uroczystej mszy wojskowej w kościele św. Agnieszki w Krakowie odsłonięto tablicę poświęconą żołnierzom 1 Samodzielnej Brygady Spadochronowej poległym pod Arnhem.
We wsi Driel na Polenplein (Polskim Placu) znajdują się: tablica poświęcona generałowi brygady Stanisławowi Sosabowskiemu, pomnik „Surge Polonia” upamiętniający poległych polskich żołnierzy z 1 Samodzielnej Brygady Spadochronowej i tablica z nazwiskami wszystkich poległych.